# 낙동동부초등학교
낙동동부초등학교는 대한민국 경상북도 상주시에 있는 공립 초등학교이다.

## 학교 연혁
- 1942.05.15 낙동동부국민학교 개교(2학급 120명)
- 1945.08.15 가교사 신축
- 1948.10.01 6.25 사변 복귀 교사 수리
- 1956.11.30 후관 교사 개축
- 1959.05.27 교사 2칸 준공
- 1968.12.08 시멘트 벽돌 교사 4실 준공
- 1969.03.30 동편 운동장 확장 및 정지 완료
- 1971.12.03 교문 설치 준공
- 1977.02.25 운동장 확장 매설 공사(남서쪽 확장 직사각형 운동장 조성)
- 1979.08.30 목조교사 2실 철거후 콘크리트 교사 2실 신축
- 1980.12.03 교육개발원 새수업체제 협력학교 운영 보고회
- 1981.03.01 병설유치원 개원(1학급)
- 1983.11.14 상주교육청지정 사회과 시범학교 운영 보고회
- 1987.11.03 상주교육청지정 학교정화교육 시범학교 운영 보고회
- 1995.03.10 급식실 설치
- 1996.03.01 낙동동부초등학교로 교명 변경
- 1999.03.01 낙동동부초등학교 낙동중학교 통합 운영
- 2001.09.24 상주교육청지정 ICT교육 시범학교 운영 보고회
- 2002.05.14 개교 60주년 기념식 거행
- 2008.12.31 도교육청 2008 학교평가 우수상 수상
- 2009.03.01 2009 도교육청 지정 방과후시범학교
- 2009.12.29 2009 도교육청 교육정책 우수사례공모 장려상 수상
- 2009.12.31 2009 학교단위 자율수업 장학 표창 - 교육장
- 2013.09.01 통합학교 제10대 김애란 교장 취임
- 2015.03.01 초등학교 4학급, 유치원 1학급 편성

## 참고 자료
- 낙동동부초등학교 - 한국교육학술정보원 학교알리미